# Juan de Borja Lanzol de Romaní (1446-1503)
 (août 2025).
Juan de Borja Llançol de Romaní, el mayor, le cardinal de Monreale, le cardinal de Borja (né en 1446 Valence en Espagne, et mort à Rome le 1er août 1503) est un cardinal espagnol du XVe siècle et du début du XVIe siècle. 
Il est de la famille Borja et un cousin du pape Alexandre VI, troisième cousin du cardinal Juan de Borja Llançol de Romaní (1496) et du cardinal Pedro Luis de Borja Llançol de Romaní (1500) et un cousin du cardinal Juan Castellar y de Borja (1503).

## Biographie
De Borja est notamment chanoine à Valencia, protonotaire apostolique, correcteur des lettres apostoliques du pape Sixte IV et  gouverneur de  Rome pendant le pontificat d'Innocent VIII. Il a un fils illégitime, Galcerán.
Le pape Alexandre VI le fait cardinal lors du consistoire du 31 août 1492. Le cardinal de Borja est nommé archevêque de Monreale en 1483 et est administrateur du diocèse d'Olomouc en 1493-1497. En 1494 il est nommé évêque de Ferrare et en 1503 patriarche latin de Constantinople.

## Dans la fiction
Juan de Borja est l'une des cibles du jeu vidéo Assassin's Creed Brotherhood.